# Аборигены островов Торресова пролива

Флаг аборигенов островов Торресова пролива

Аборигены островов Торресова пролива — коренное население островов Торресова пролива. Хотя острова административно отнесены к австралийскому штату Квинсленд, их аборигены культурно и генетически связаны в первую очередь не с австралийскими аборигенами, а с меланезийцами с Папуа — Новой Гвинеи. Также существуют две общины островитян Торресова пролива на близлежащем побережье австралийского континента в городах Бамага и Сейша (оба в штате Квинсленд). Численность островитян составляет 6 тыс. человек, а на материке — около 42 тыс. человек.

## Культура

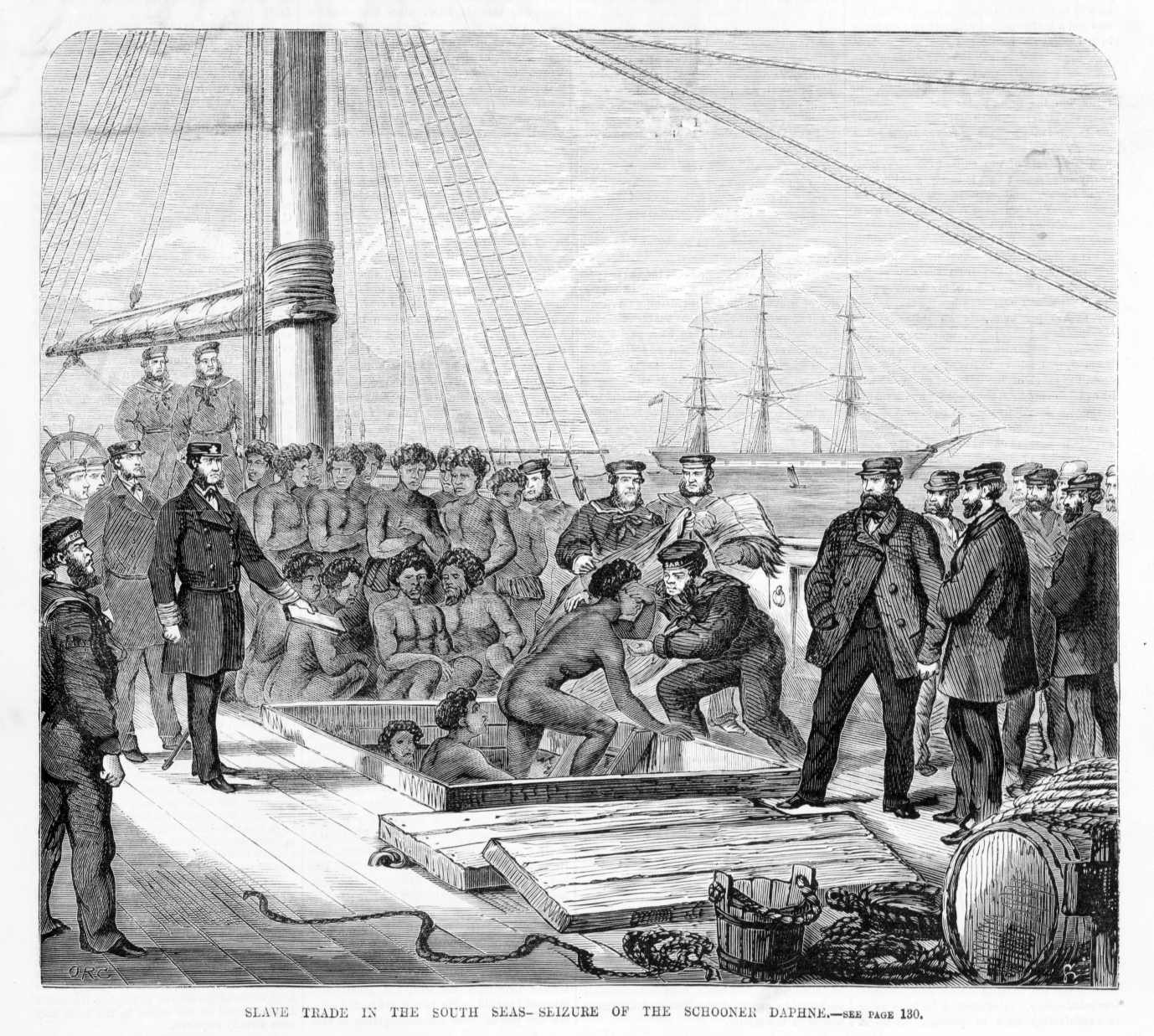
Моряки корабля «Росарио» освобождают аборигенов, перевозимых на шхуне «Дафна» для принудительных работ на сахарных плантациях

Культура островитян Торресова пролива имеет свои отличительные черты с небольшими вариациями на разных островах пролива. Это культура мореходов, поддерживавших торговлю с населением Папуа — Новой Гвинеи. По своему составу культура сложная, включает австралийские, папуасские и австронезийские элементы. Такими же разнородными по происхождению являются языки островитян. Влияние культуры островитян Торресова пролива, в частности, в религиозных церемониях, прослеживается у прибрежных папуасов и австралийских аборигенов.
В отличие от континентальных австралийских аборигенов, островитяне традиционно были земледельцами, хотя и дополняли свой рацион продуктами охоты и собирательства. В недавней, постколониальной истории островитян появились новые тенденции, связанные с распространением христианства (баптизм, англиканская церковь), а также менее заметные следы влияния полинезийцев (в частности, охотников за жемчугом с острова Ротума), завезённых для работы на сахарных плантациях в XIX веке.

### Искусство, традиционные ремёсла, игры

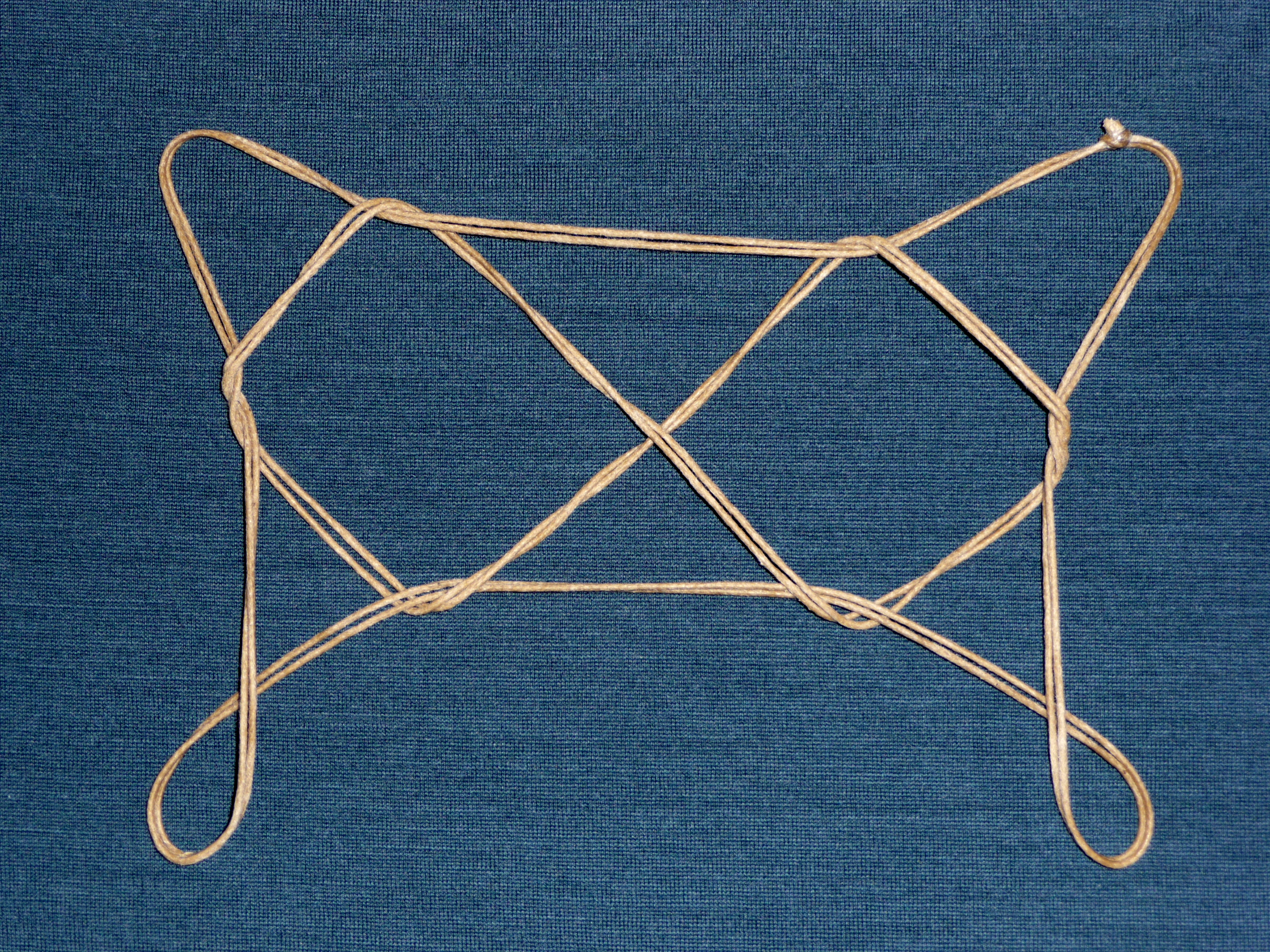
Плетёная фигура (изображение приведено для примера и не относится непосредственно к искусству островов Торресова пролива)

Одной из характерных черт искусства островитян является плетение фигур на пальцах (известных в британской культуре как «кошачья колыбель»). Пионером изучения искусства островитян плетения на пальцах был этнограф Альфред Корт Хэддон, исследования которого продолжила одна из его дочерей.

## Языки
Язык кала-лагав-я состоит из нескольких диалектов. Он распространён на большинстве островов пролива и западных и центральных островах и относится к языкам пама-ньюнга, распространённым на большей части австралийского континента. Язык мериам-мир относится к папуасским языкам, на нём говорят на восточных островах.